# Matroide
En les matemàtiques, i en particular en combinatòria, un matroide és una estructura, generalment finita, que intenta reflectir la noció d'"independència" com a generalització de la independència lineal dels espais vectorials.
Un matroide es pot definir de maneres molt diverses, tot depenent de l'entitat que es pren com a referència en establir els axiomes que el defineixen (conjunt independent, conjunt dependent, base, conjunt tancat, circuit...).
Hi ha nombrosos exemples d'objectes matemàtics que són, de fet, matroides (és a dir, que verifiquen els axiomes que defineixen un matroide): un conjunt de vectors d'un espai vectorial, una matriu o un graf, entre d'altres. D'aquesta manera es pot unificar l'estudi de d'aquests objectes, a priori diversos, a partir d'un concepte que recull les propietats essencials i comunes a tots ells.
Els camps d'ús dels matroides s'estenen des de la matemàtica pura i aplicada (àlgebra, geometria, optimització, recerca operativa, algorísmica) fins a les ciències experimentals (enginyeria estructural i química molecular).